# Mijáilivka (Bilhorod-Dnistrovskyi)
Mijáilivka (en ucraniano: Михайлівка, romanizado: Myjáilivka) es una localidad del raión de Bilhorod-Dnistrovskyi en el óblast de Odesa de Ucrania. Según el censo de 2001 tiene una población de 2013 habitantes.